# 奧亞波基
3°50′34″N 51°50′6″W / 3.84278°N 51.83500°W

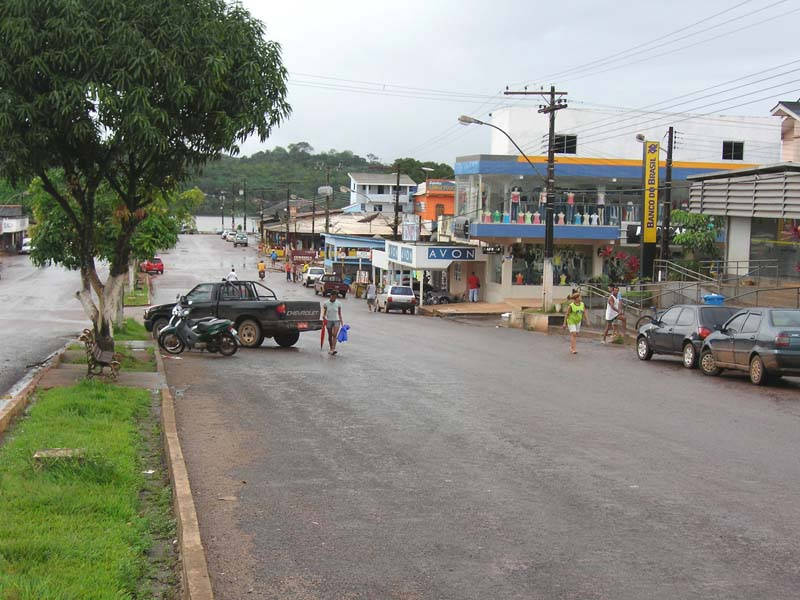
奧亞波基

奧亞波基（葡萄牙語：Oiapoque），是巴西的城鎮，位於該國北部，由阿馬帕州負責管轄，始建於1945年，面積22,625平方公里，海拔高度3米，2008年人口20,226，人口密度每平方公里0.85人。